# Navanethem Pillay
Navanethem Pillay chiamata anche Navi Pillay (in tamil: நவநீதம் பிள்ளை) (Durban, 23 settembre 1941) è una magistrata sudafricana, giudice della Corte penale internazionale e Alta Commissaria delle Nazioni Unite per i Diritti Umani dal 2008 al 2014.

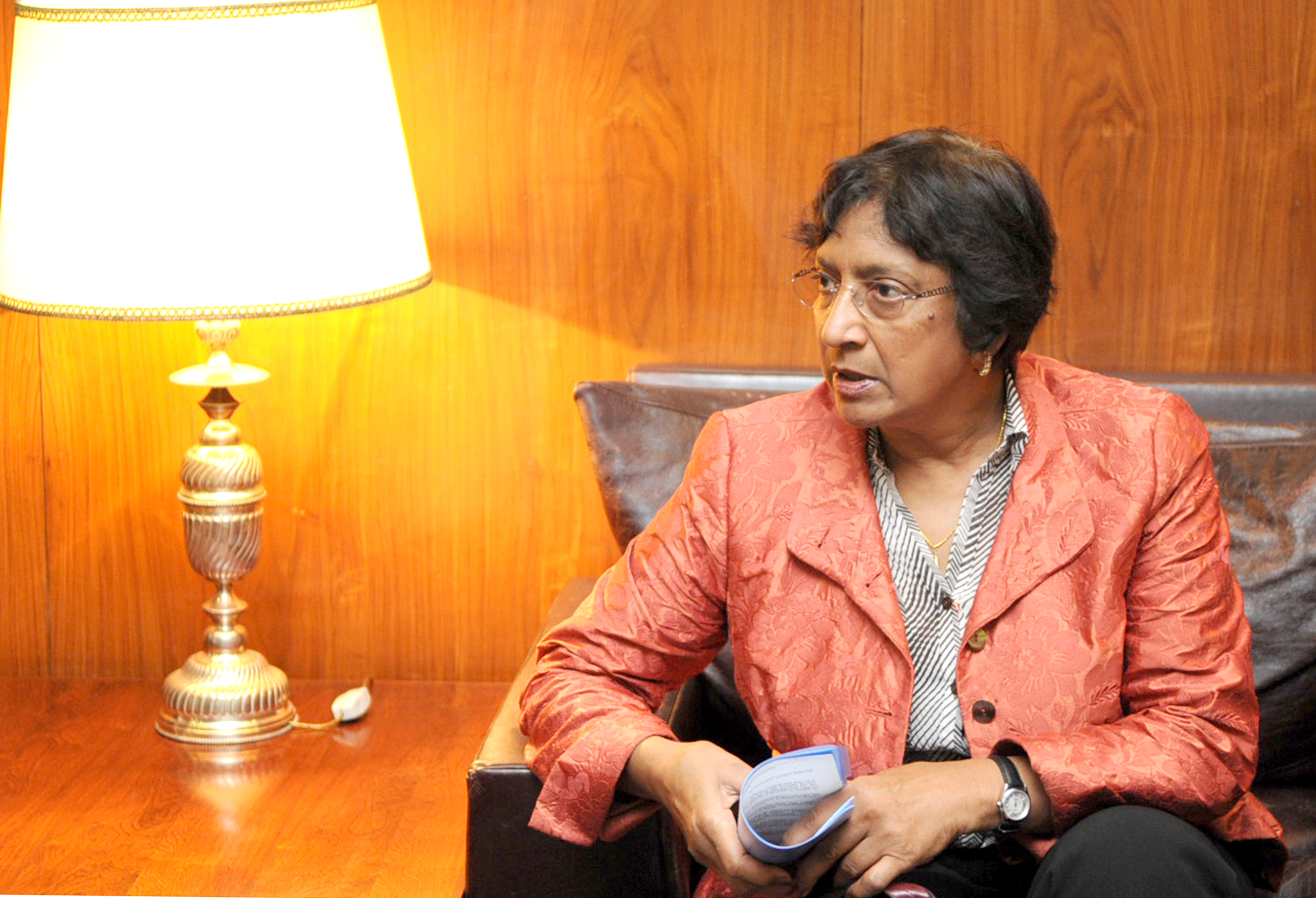
Navanethem Pillay

Sudafricana di origine tamil è stata la prima donna non-bianca presso l'Alta corte del Sudafrica, è stata magistrata presso la Corte penale internazionale e presidente del Tribunale penale internazionale per il Ruanda. Ha adottato il documento "Born Free and Equal" nelle orientamento sessuale e identità di genere di diritto internazionale, settembre 2012.